# Giuseppe-Motta-Denkmal

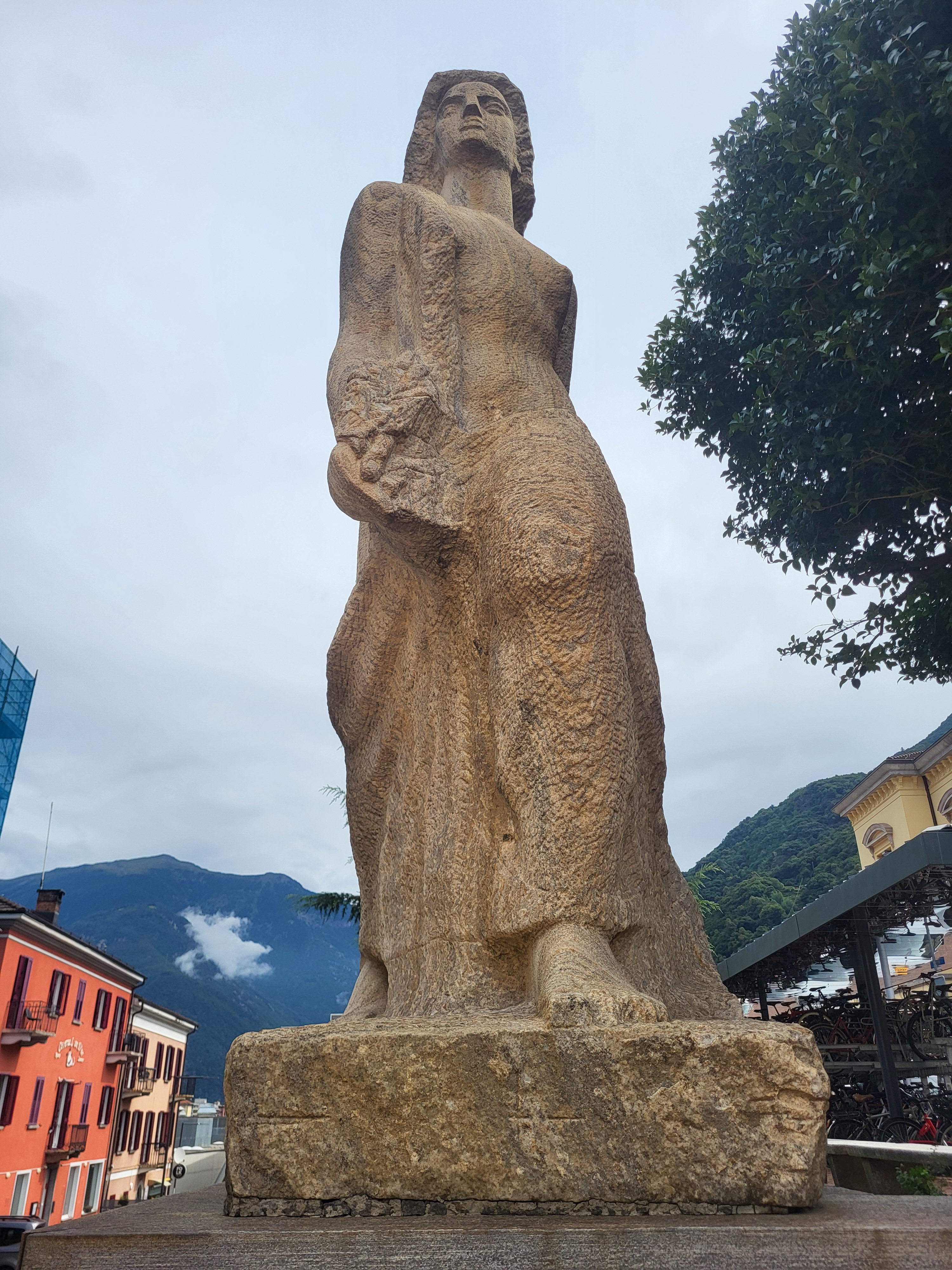
Die Gedenkstatue «Helvetia» vor dem Bahnhof Bellinzona (2025)

Das Giuseppe-Motta-Denkmal ist eine Granitskulptur auf einem Mauervorsprung in Bellinzona in der Schweiz, die dem Gedenken an den Bundesrat Giuseppe Motta (1871–1940) gewidmet ist. Die Statue wurde bereits 1942/43 von Remo Rossi projektiert, aber erst 1953 ausgeführt und 1957 platziert.

## Geschichte

### Projektierung und Wettbewerb
Der aus Airolo gebürtige Giuseppe Motta war beinahe 28 Jahre lang, zwischen 1912 und 1940, Mitglied im Schweizer Bundesrat. Ab 1920 stand er dem Politischen Departement, dem heutigen Departement für auswärtige Angelegenheiten, vor und prägte die Schweizer Aussenpolitik in der Zwischenkriegszeit und zu Beginn des Zweiten Weltkriegs massgeblich mit. Er starb am 23. Januar 1940 mit 68 Jahren im Amt. Sein Nachfolger wurde Enrico Celio.
Bald nach Mottas Tod kam der Wunsch nach einem Denkmal für ihn auf. Der Verein «Pro Ticino» rief ein Denkmalkomitee ins Leben, das am 29. November 1941 in Bern zum ersten Mal tagte. Enrico Celio übernahm die Präsidentschaft. Zusätzlich sollte auch eine Stiftung unter dem Namen Fondazione Svizzera Giuseppe Motta mit noch unbestimmtem Zweck gegründet werden. Am 19. Januar 1942 beschloss das Komitee, im Februar und März eine Spendensammlung einzuleiten, was das Kriegsfürsorgeamt bewilligte.
Wohl um ein Mottadenkmal in Bern zu verhindern und dem Anliegen dennoch ein Zugeständnis zu machen, benannte der Berner Gemeinderat drei Tage später, am 22. Januar 1942, die Bubenbergstrasse in Mottastrasse um. Dennoch erging Anfang Februar schweizweit ein von Celio gezeichneter Aufruf an das «Schweizervolk», «an diese Liebes- und Dankesbezeugung gegenüber einem der verdienstvollsten Schweizer, welchen die Geschichte unserer Heimat kennt, einen freigebigen Beitrag zu leisten». Die Sammlung wurde Ende März abgeschlossen. Im Oktober stimmte der Bundesrat einem Beitrag von 10'000 Franken zu. Insgesamt kamen so über 150'000 Franken zusammen. Das Zentralkomitee von «Pro Ticino» bezahlte 3000 Franken, die Sektion Zürich 1000 Franken. Auch aus dem Ausland gingen Gelder ein: Die Schweizer Kolonie in Köln spendete 10'442 Franken, eine vom Schweizer Konsulat in Frankfurt am Main durchgeführte Sammlung ergab einen Betrag von 1669.50 Reichsmark.
Im Sommer 1942 stimmte der Bundesrat der Gründung einer Mottastiftung zu, die armen, kinderreichen Schweizer Familien zugutekommen sollte. Im Oktober 1942 gab das Komitee bekannt, dass das Denkmal in Bern auf dem Platz zwischen dem Westflügel des Bundeshauses und dem Bernerhof zu stehen komme. Zur Erlangung von Entwürfen schrieb es einen öffentlichen Wettbewerb aus. Das Eidgenössische Departement des Innern stiftete 4000 Franken, um die Preissumme noch zu erhöhen. In der Jury sassen zwei Berner, der Architekt Brenni und der Stadtbaumeister Strasser, ausserdem die renommierten Künstler Hermann Hubacher, Augusto Giacometti und Jakob Probst.
Insgesamt gingen 65 Entwürfe ein. Am 27. Januar 1943 kürte die Jury das Projekt des Tessiners Remo Rossi zum Sieger, das den Arbeitstitel «1915» trug, das Jahr, in dem Motta zum ersten Mal Bundespräsident war. Der zweite Preis ging ex aequo an Karl Schenk und Otto Teucher. Unter den weiteren Teilnehmern waren auch August Blaesi, Hans Brandenberger und Otto Schilt vertreten. Im Februar wurden alle Modelle im Hauptpostgebäude an der Hodlerstrasse in Bern öffentlich ausgestellt. Die Reaktionen in der Presse waren von Anfang an verhalten. Der Bund etwa gab zu bedenken, dass «im gesamten nicht ein Optimum erreicht ist, wie die Planung eines Mottadenkmals es verdient hätte».

### Kontroversen

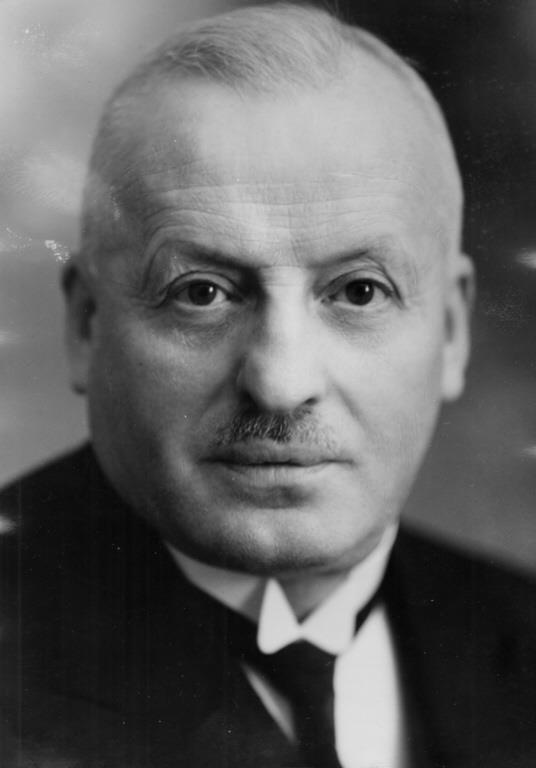
Giuseppe Motta, um 1930

Seit seinem Bekanntwerden wurde das Denkmalprojekt von diversen Kontroversen begleitet. In Bern stiess man sich grundsätzlich daran, dass einer nicht aus der Region stammenden Person hier ein derart pompöses Monument errichtet werden sollte. Dass Motta zudem Katholik war, steigerte die Empörung in der traditionell protestantischen Bundesstadt weiter. Auch wurde bemängelt, dass keine Volksabstimmung darüber abgehalten wurde. Bis heute steht in Bern nur ein Denkmal für einen ehemaligen Bundesrat: eine bescheidene Büste von Jakob Stämpfli beim Hauptgebäude der Universität. Das sozialdemokratische Blatt Berner Tagwacht, das jahrelang gegen das Denkmal anschrieb, kommentierte etwa sarkastisch: 

«Wenn jeder k.-k. Bundesrat in Bern sein Denkmal bekommen soll, dann gibt es wohl bald noch einen Etterplatz (statt Theaterplatz?) und vielleicht auch eine Niklaus-von-der-Flüe-Gasse. […] Ist denn der Gemeinderat (das Volk wird da gar nicht gefragt) in Verlegenheit, welche Berner Namen noch geehrt werden sollten?»

Gemässigtere Medien kritisierten vor allem den Zeitpunkt mitten im Zweiten Weltkrieg, in dem das Volk um Spenden angegangen wurde; so schrieb etwa der Bund:

«Hierzu ist zu bemerken, daß der Zeitpunkt für dieses Projekt äußerst inopportun ist, zumal während der Kriegszeit der Bürger alle erdenklichen Steuern zu tragen hat. Ferner hat die Lebensteuerung dermaßen zugenommen und wird voraussichtlich noch mehr steigen, daß ein Projekt für ein Denkmal unbedingt auf bessere Zeiten verlegt und nicht an die Bevölkerung um Geldgaben herangetreten werden sollte.»

Aus politischen Gründen verwahrten sich in erster Linie die Hauptgegner der Konservativen, die Liberalen und die Sozialisten, gegen das Projekt. Die Berner Tagwacht argwöhnte etwa, es diene einer «katholisch-konservativen Parteipropaganda, indem dessen bedeutendstem Vertreter ein steinernes Denkmal gesetzt werden soll». Die Freiburger Nachrichten konterten mit dem Vorwurf, es werde «Katholikenhetze» betrieben.
Am brisantesten war Mottas faschismusfreundliche und antibolschewistische Haltung, die zunehmend aufgearbeitet wurde. Beispielsweise hatte er nach der Zerschlagung der Tschechoslowakei 1938 Benito Mussolini in einer Rede «den großen Führer des befreundeten benachbarten Landes» genannt, der «durch wunderbare Intuition des Geistes und erhabene Willenskraft die noch bestürzten Geister zusammenführte, sich den Titel höchsten Verdienstes erwarb, den nur der trübe Sinn der Kurzsichtigkeit oder des Fanatismus ihm noch zu bestreiten vermag».

### Plagiatsvorwurf und Prozesse

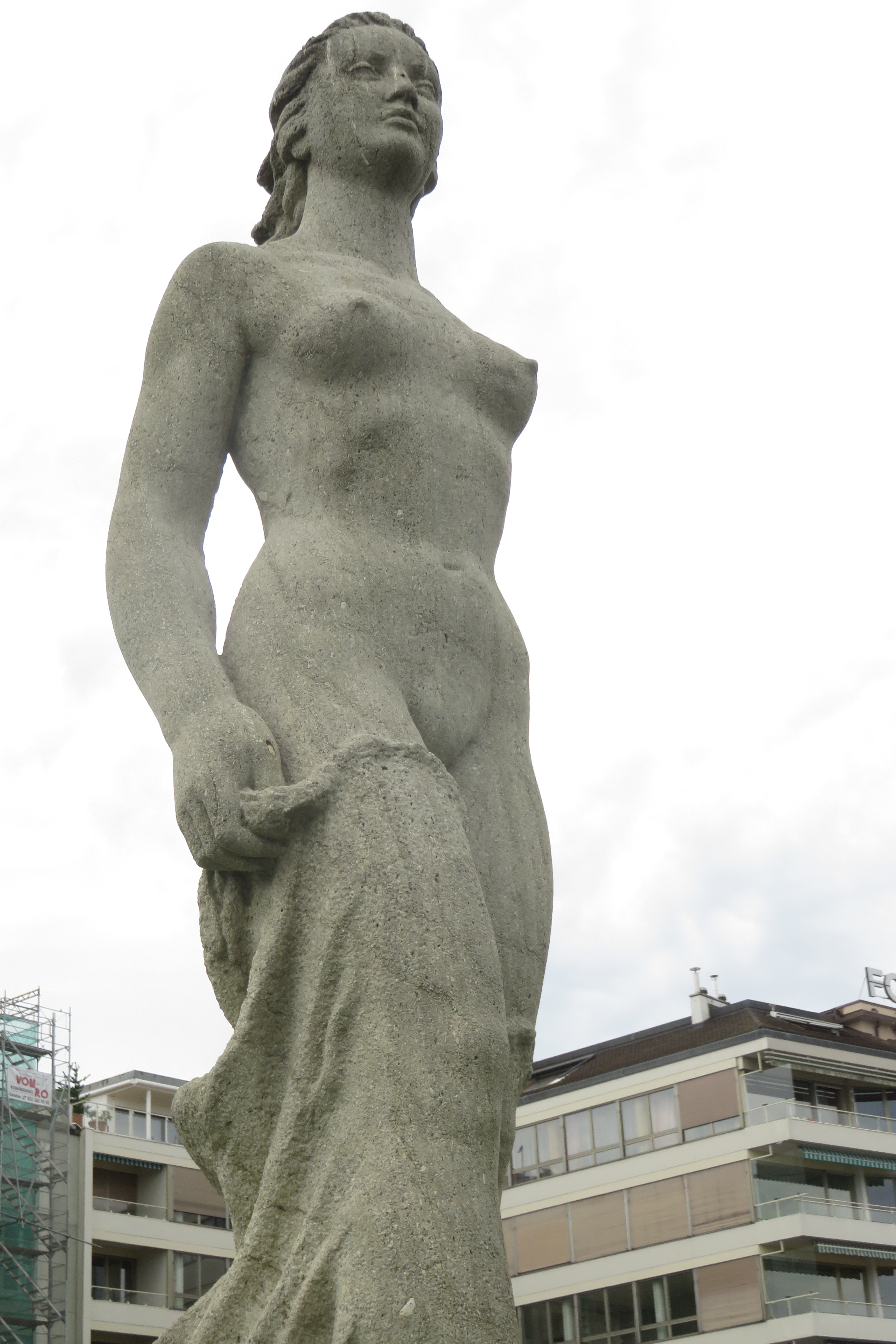
Henri König: La Brise, 1939, Genf

Im Mai 1943 veröffentlichte der Zürcher Kunstkritiker Werner Y. Müller in der Kunst-Zeitung einen folgenschweren Artikel mit dem ironischen Titel «Königliches» Motta-Denkmal. Darin berichtete er, Rossi habe ursprünglich ein ganz anderes Projekt für das Denkmal verfolgt. In Genf sei er dann auf die 1939 aufgestellte Skulptur La Brise seines Freundes Henri König (deswegen «königlich») aufmerksam geworden und habe kurzerhand entschieden, seine Figur nach diesem Vorbild zu fertigen. Die «frappante» Ähnlichkeit wurde durch eine Gegenüberstellung von Fotografien der Brise und Rossis Helvetia demonstriert. Im Juni doppelte der Redaktor der Zeitung Georges J. Kaspar mit einem weiteren Artikel nach, in dem er die Jury fragte, ob sie es verantworten könne, «zu Ehren des großen Staatsmannes ein Denkmal aufzustellen, welches vom Standpunkte künstlerischer Genealogie aus als ‹Soeur de la Brise› [französisch «Schwester der Brise»] bezeichnet werden» müsse. Weder Müller noch Kaspar verwendeten das Wort «Plagiat», in der mangelhaften italienischen Übersetzung von Müllers Artikel in Tessiner Zeitungen war hingegen davon zu lesen.
Rossi klagte Müller und Kaspar daraufhin wegen Ehrverletzung an. Angeblich veranlasste ihn die Jury der Denkmalkommission dazu und übernahm auch die Prozesskosten für ihn. Im August 1944 wurden Müller und Kaspar vom Bezirksgericht Zürich wegen übler Nachrede zu einer Busse von je 300 Franken verurteilt. Das Gericht begründete das Urteil damit, der Vorwurf des Plagiats sei, wenn auch nicht explizit ausgesprochen, so doch klar insinuiert worden und Müller habe damit «die künstlerische Qualität des Anklägers öffentlich herabsetzen, ihn durch seine Entdeckung entlarven und dem Spott und der Mißachtung der Allgemeinheit aussetzen wollen». Mit diesem «Angriff auf die künstlerische und moralische Ehrenhaftigkeit» Rossis habe er die Grenzen der Kunstkritik überschritten, weswegen er auch nicht länger durch die Pressefreiheit geschützt sei.
Müller und Kaspar legten gegen das Urteil Berufung ein und zogen es an das Obergericht des Kantons Zürich weiter. Dieses zog den Direktor des Kunstmuseums Basel Georg Schmidt als Experte bei und liess von ihm ein 35-seitiges Gutachten erstellen. Schmidt inspizierte sowohl Königs Statue in Genf als auch Rossis Entwürfe – das finale Denkmal wurde erst viel später realisiert – in Locarno vor Ort. Er sagte aus, zutiefst erschrocken zu sein über die geringe künstlerische Qualität von Rossis Werk. Müller sei als Kritiker dazu verpflichtet gewesen, die «geistige Banalität des Entwurfes» zu verurteilen. In Bezug auf die Plagiatsfrage wies er jedoch darauf hin, dass das zentrale Motiv der beiden Skulpturen grundsätzlich verschieden sei, so stehe Königs Brise und schreite Rossis Helvetia. «Übereinstimmungen und Anklänge» ergäben sich «nur im allgemeinsten, vagsten Sinne» und seien dadurch zu erklären, dass beide Figuren «in die große Familie der weiblichen Akte mit nacktem Oberkörper und verhüllten Beinen» gehörten. Ausserdem kritisierte er Müller scharf, weil dieser die Statuen nicht im Original besichtigt, sein Urteil nur auf Fotografien gestützt und somit gegen die Sorgfaltspflicht verstossen habe. Das Obergericht bestätigte im März 1945 mit Bezug auf das Gutachten das erstinstanzliche Urteil von Müller, reduzierte die Busse aber auf 200 Franken, da sein Motiv, auf den problematischen Wert des Kunstwerks hinzuweisen, «achtenswert» gewesen sei. Kaspar wurde nach dem Grundsatz «in dubio pro reo» freigesprochen, weil er Rossis Werk lediglich als «Schwester» der Brise, nicht aber als deren «Tochter» bezeichnet habe, was erst für ein Plagiat spräche. Müller meldete gegen das Urteil Kassationsbeschwerde beim Bundesgericht an. Das Urteil wurde aber nicht weitergezogen.

### Interpellation und Aufgabe des Projekts in Bern
Am 5. April 1945 reichte der Berner Stadtrat Hans Vogel von der SP (der auch Redaktor der Berner Tagwacht war) eine Interpellation beim Gemeinderat ein. Er fragte darin, ob es der Gemeinderat angesichts der Plagiatsvorwürfe, der umstrittenen künstlerischen Qualität, der Fragwürdigkeit des Motivs und von Mottas Politik nicht angebracht finde, «von der Erstellung dieses Denkmals in Bern als unzeitgemäß abzusehen» und die dadurch freiwerdenden Gelder zu einem «besseren Zwecke» zu verwenden. Am 14. September 1945 antwortete Hans Hubacher im Namen des Gemeinderats. Er wies die Vorwürfe zwar grundsätzlich als unbegründet zurück, liess aber ausrichten, «die Hinausschiebung der Erstellung des Denkmals» werde vom Gemeinderat «nach Möglichkeit in Erwägung gezogen». Diese sehr diplomatische Formulierung deutete der Bund als: «Wir tendieren darauf, die Erstellung des Motta-Denkmals zu verhindern». Tatsächlich liess man das missliebige Denkmalprojekt in Bern ohne Aufhebens und in aller Stille versanden.
Im Juni 1947 überreichte die Giuseppe-Motta-Stiftung dem Bundesrat 130'000 Franken als Anfangskapital zur geplanten Kinderstiftung.
Im Juli 1949 wurden deutsche Geheimakten publik, die die öffentliche Wahrnehmung Mottas weiter verdüsterten. Am 14. März 1938 hatte der deutsche Gesandte in Bern Otto Carl Köcher in einem Rapport an das Auswärtige Amt in Berlin geschrieben, Motta habe ihm gegenüber «seine Bewunderung für die Art, in der der Führer den Anschluß durchführte», geäussert, den Anschluss als «das größte historische Ereignis seit Ende des Weltkrieges» bezeichnet und betont, «daß er alles tun werde, um mit dem großdeutschen Reich die freundschaftlichsten Beziehungen zu pflegen, einschließlich in Presseangelegenheiten».

### Standortsuche im Tessin
Unter dem Eindruck der neusten Enthüllungen war an eine Aufstellung in Bern endgültig nicht mehr zu denken. Im Juli 1950 stellte das Komitee deswegen den Antrag, das Denkmal stattdessen in der Tessiner Hauptstadt Bellinzona, in einem Gartenrondell auf dem Vorplatz des geplanten kantonalen Verwaltungsgebäudes, zu platzieren. Im Juli 1951 nahm der Stadtpräsident von Bellinzona eine Interpellation entgegen, die die Aufstellung des Denkmals in Bellinzona empfahl. Auch der Stadtrat von Locarno bekundete Interesse an einer Aufstellung in seiner Gemeinde. Im August 1952 wurde kolportiert, dass das Monument nach Bellinzona komme und hier im Rahmen der 150-Jahr-Feier der Tessiner Unabhängigkeit 1953 eingeweiht werden solle. Nun erst nahm Rossi die Arbeit am finalen Denkmal auf. Ende März 1953 kursierte in den Schweizer Medien eine Fotografie, die die weitgehend vollendete Statue in Rossis Werkstatt in Locarno zeigte. Zu einer Einweihung kam es vorerst aber noch nicht, und das fertige Monument wurde in einem Lagerschuppen in Locarno untergebracht.
1954 stellte «Pro Ticino» das Denkmal der Tessiner Regierung zur Verfügung, die es der Stadt Bellinzona schenkte. Im November 1955 beschloss die kunsthistorische Kommission von Bellinzona, das Denkmal im südlichen Teil des Platzes vor dem Bahnhof Bellinzona aufzustellen. Für den Transport der Statue von Locarno nach Bellinzona und die Erstellung eines Sockels wurden 30'000 Franken, für die Neugestaltung des Platzes 20'000 Franken veranschlagt. Im Januar 1956 sprach der Stadtrat von Bellinzona einen Kredit von 75'000 Franken für die Neugestaltung des Bahnhofplatzes.

### Einweihung
Die Einweihung fand am 15. September 1957, dem Eidgenössischen Bettag, statt. Ein langer Festzug begab sich von der Piazza Indipendenza zum Denkmal, wo etwa 5000 Personen der Zeremonie beiwohnten. Als Mitinitiant des Denkmalprojekts sprach hier zunächst alt Bundesrat Enrico Celio und blickte auf die lange Entstehungsgeschichte zurück. Sodann ergriff der Stadtpräsident von Bellinzona Pierino Tatti das Wort und nahm das Denkmal dankend in die Obhut der Stadt. Weitere Reden hielten der Regierungspräsident Nello Celio und der Bundesrat Giuseppe Lepori. Zum Schluss spielte die Stadtmusik Bellinzona die Nationalhymne.

## Beschreibung und Deutung

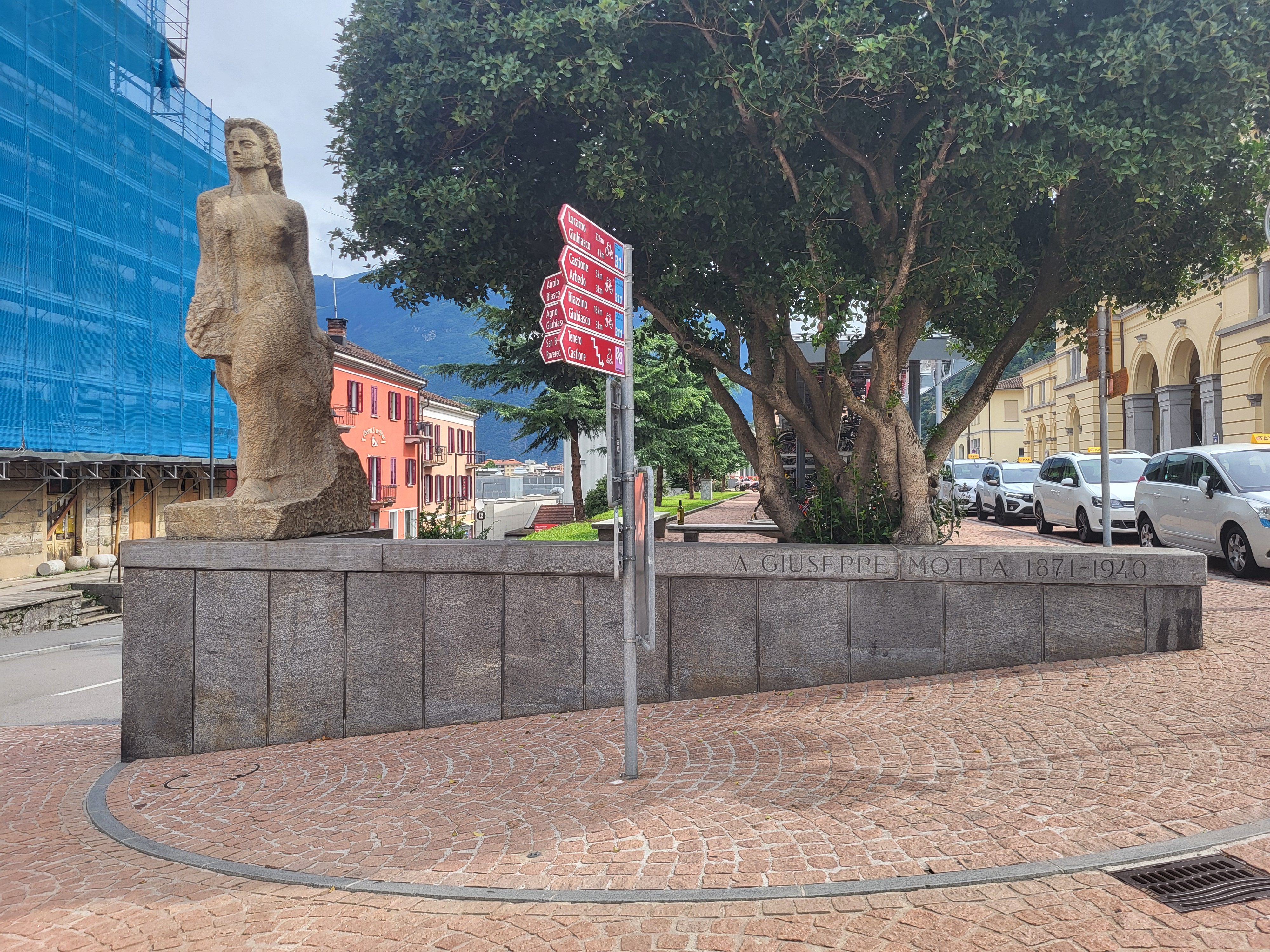
Denkmal mit Widmungsinschrift auf der Mauer, hinten rechts das alte Stationsgebäude Bellinzona

Die Statue ist aus Castione-Granit gehauen, ist rund 4 Meter hoch und wiegt 20 Tonnen. Sie steht auf einem Mauervorsprung, der den Platz vor dem ursprünglichen Stationsgebäude abschliesst und auf dem rechts die Inschrift «A GIUSEPPE MOTTA 1871–1940» eingelassen ist. Sie stellt eine schreitende nackte Frau mit einem Palmzweig als Friedenssymbol in der Hand dar. Die Plinthe ist links mit «REMO ROSSI 1943» signiert. 
Die Symbolik ist recht plakativ angelegt. Schon nach Bekanntwerden des Entwurfs 1943 schrieb der Bund dazu:

«Die jugendliche weibliche Figur […], die mit dem frischen Ungestüm einer antiken Nike vorwärtsschreitet, wird man innerhalb des Gebotenen gerne als erste Preisträgerin anerkennen. Der schwungvolle Anmarsch, die ganze innere Helligkeit und äußere Knappheit der Figur haben etwas Gewinnendes und Anfeuerndes. Sie kann ohne weiteres als allgemeines Symbol für fortschrittliches Wirken gelten.»

Anlässlich des Plagiatsprozesses äusserte sich Rossi selbst zur Symbolik seines Werks. Es stehe unter dem Leitmotiv: L'Elvezia marcia con passo fermo verso le secure mete di una più alta umanità («Helvetia schreitet mit festem Schritt auf die sicheren Ziele einer höheren Menschlichkeit zu»). Die Frauenfigur verkörpere «das Ideal der reinen Schweiz», «ihr erhobenes Haupt die mutige Schweiz, nämlich die Intervention Mottas für den Eintritt Deutschlands und gegen den Eintritt Rußlands in den Völkerbund». Ihr «energisches, aber ruhiges Vorwärtsschreiten» symbolisiere «die beharrlich strebende Schweiz».
Laut Georg Kreis hat das Denkmal heute «keine starke Position in der kollektiven Vorstellungswelt des Tessins mehr».